# Aki Avni
Vous pouvez aider à l'améliorer ou bien discuter des problèmes sur sa page de discussion.
- Il ne cite pas suffisamment ses sources. Vous pouvez indiquer les passages à sourcer avec {{référence nécessaire}} ou {{Référence souhaitée}}, et inclure les références utiles en les liant aux notes de bas de page. (Marqué depuis octobre 2019)
- La traduction doit être revue. Le contenu est difficilement compréhensible à cause d’erreurs de traduction, peut-être dues à l’utilisation d’un logiciel de traduction automatique. (Marqué depuis septembre 2019)

- Archive Wikiwix
- Bing
- Cairn
- DuckDuckGo
- E. Universalis
- Gallica
- Google
- G. Books
- G. News
- G. Scholar
- Persée
- Qwant
- (zh) Baidu
- (ru) Yandex
- (wd) trouver des œuvres sur Wikidata

Yitzhak (Aki) Avni, né le 27 avril 1967, est un acteur et présentateur de télévision israélien. 
En 2000, il gagne le prix Ophir du meilleur acteur principal. 

## Biographie

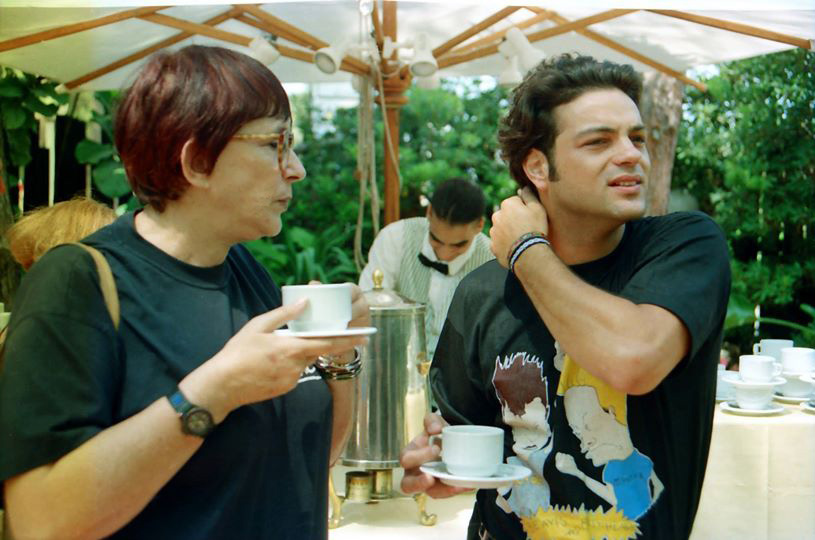
Avni et Lioness Capital, 1993.

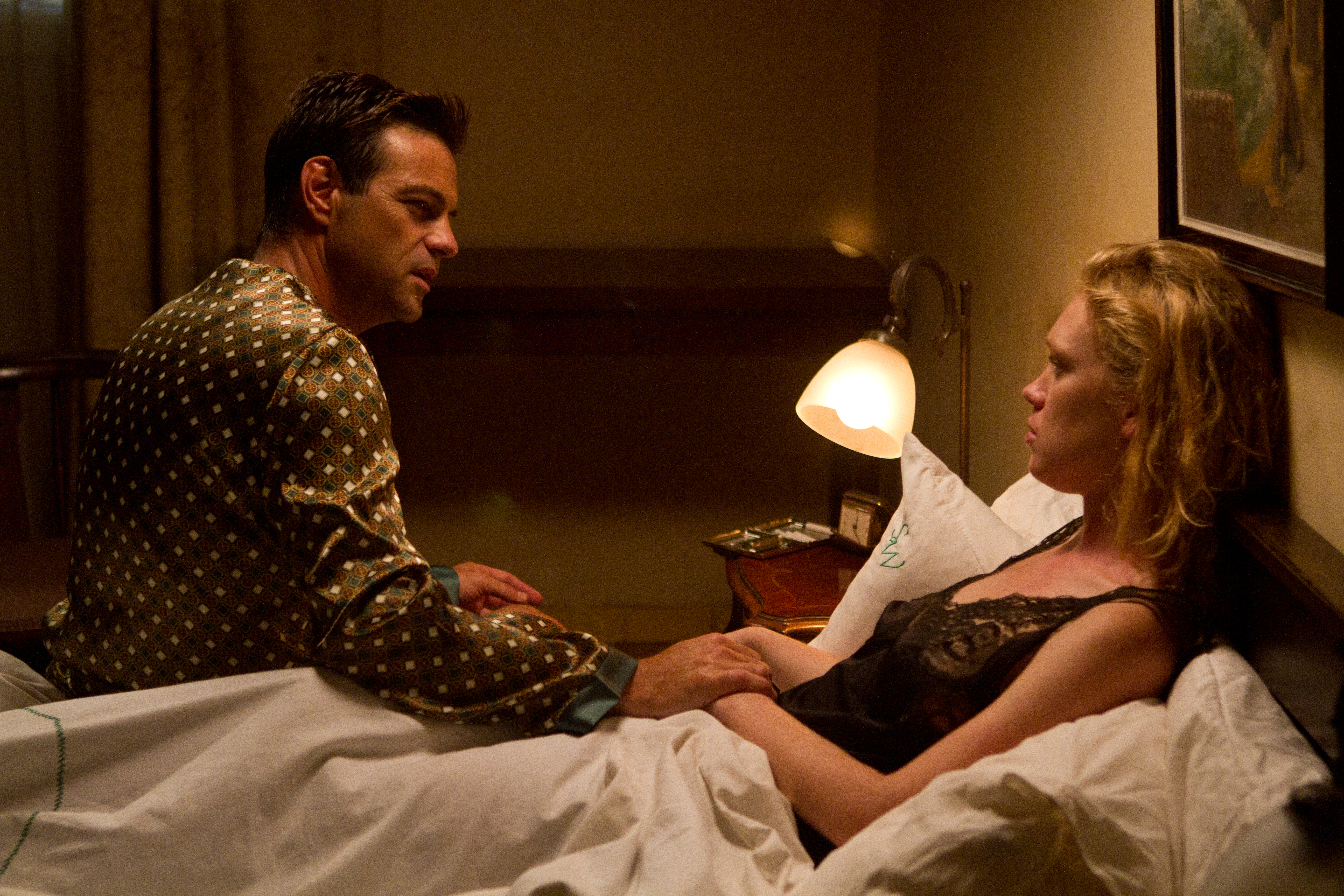
Avni et Alona Eve dans le film Fifth Sky, 2010.

Avni est né et a grandi dans la rue avec des parents qui ont immigré de Turquie. Avant d'être recruté par l'armée israélienne, il a été modèle pour plusieurs entreprises de mode et a servi dans l'armée de l'air. 
Après son service militaire, Avni a rejoint une équipe d'animation à l'hôtel d'Eilat et, un an plus tard, a créé le programme Making waves avec Didi Harari, puis a étudié au studio de jeu de Yoram Levinstein. 
Entre 1990 et 1993, il dirige le programme jeunesse Vibrant de Channel One. En 1992, il joue dans Ick Thoths, la comédie musicale d'Uri Barbash, aux côtés d'Aviv Geffen dans The Beach Boys et joue le rôle dramatique d'un jeune homme gay dans le film Wonderful Grace du réalisateur Amos Gutman. 
En 1994, avec la création de la deuxième chaîne, le programme d’introduction Stutz et The Price Is Right l’émission a été lancée. En 1995, il dirige le concours pré-Eurovision avec Michaela Barco, participe au film Actors aux côtés de Shmulik Segal, à la comédie musicale Grease aux côtés de Zvika Hadar et à la pièce Suburban Story aux côtés de Noa Tishbi. Avni est également apparu dans The Inspector Coming du Cameri Theatre et dans la pièce Romeo and Juliet avec le groupe de Rina Yerushalmi au Royal Shakespeare Theatre à Londres. 
En 1998, il participe à une série de « novices » dans lesquels il incarne Ido, commandant de compagnie de la brigade Givati. Pour son rôle dans les Rookies, Avni remporte plusieurs prix, dont celui d'acteur de l'année à la télévision et les Golden Screen Awards pour le jeu dramatique de 1999-2001. 
Parallèlement à sa pièce dans la série, de 1998 à 1999, il dirige l’émission télévisée Fortress aux côtés de Sigal Shachmon. 
Vers la fin de 1998, il joue le rôle principal dans une comédie musicale basée sur la série de livres de Yigal Mosinson, Hasemba. Là, il décrit l'image de Yaron Zahavi, commandant de Hasamba, aux côtés de Sendi Bar, qui incarne l'image de la belle Tamar. En 1999, il a lancé le concours international de beauté Mrs. World tenu au théâtre de Jérusalem. En 2000, il participe au film The Enquiry Investigator de Mark Rosenbaum aux côtés de Moshe Ivgy et est nommé pour le prix Ophir du meilleur acteur. La même année, Avni a également joué le rôle principal dans le film The Arrangement de Joseph Cedar aux côtés de Tinkerbell et Idan Alterman. Dans le film, il incarne le personnage de Menachem, un commandant de compagnie de la brigade de parachutistes qui a été impliqué dans une affaire de terrorisme juif. Le film a remporté cinq prix Ophir, dont le prix du meilleur acteur pour Avni. Cette année-là, il remporte le festival de chant avec sa chanson The Prayer of Light. À l'époque, il a participé à la pièce de théâtre Assassins au théâtre Beit Lessin, dirigeant deux fois le film Beauty Queen et Special Independence Day sur Channel Two.
En 2001, il déménage à Los Angeles avec son épouse, Sendi Bar, pour développer une carrière d'acteur aux États-Unis, parallèlement à sa carrière en Israël. Au cours de son séjour à Los Angeles, il joue un rôle dans la série américaine 24 heures chrono en tant que terroriste d'origine arabe, dans la série JAG dans le rôle d'agent double d'origine arabe travaillant avec les Américains et les Irakiens, dans la seule série de tensions en tant qu'officier de Tsahal[incompréhensible], dans la série dramatique Huff dans le rôle de l'instructeur de krav-maga israélien nommé Ari et dans la série Stand Off en tant que médecin israélien. 
Avni est revenu de Los Angeles en Israël pour participer au film Return from India: A Story of Forbidden Love (2002) de Menahem Golan aux côtés de Ricky Gal et Assi Dayan. 